# Pątnów
Pątnów (deutsch Pathenau, Patnow, 1943–1945 Patenau) ist ein Dorf und Sitz der gleichnamigen Gemeinde mit etwa 1400 Einwohnern in Polen. Pątnów liegt etwa zehn Kilometer südlich von Wieluń und etwa hundert Kilometer östlich von Breslau im Powiat Wieluński in der Woiwodschaft Łódź und liegt am Rande der Wieluner Höhen (Wyżyna Wieluńska), einem Karstgebiet.

## Geschichte
1940 wurde das Dorf nach der Besetzung Polens von deutschen Umsiedlern besiedelt und in Patenau umbenannt. Vorwiegend wurden deutschstämmige Personen aus Osteuropa hierin umgesiedelt. Das Gemeindegebiet gehörte zum Landkreis Welun im Reichsgau Wartheland. Die deutschen Bewohner flohen Anfang 1945 aus dem Dorf vor der Roten Armee.

## Verkehr
Pątnów hat einen Bahnhof an der Bahnstrecke Herby–Oleśnica, im Ortsteil Dzietrzniki befindet sich ein weiterer Haltepunkt.

## Gemeinde
Zur Landgemeinde Pątnów gehören zwölf Ortsteile mit einem Schulzenamt:
| Bieniec (1943–1945 Bienenzell) Dzietrzniki (1943–1945 Dietzfeld) Grabowa Grębień (1943–1945 Grünau) | Józefów Kałuże Kamionka (1943–1945 Steindorf) Kluski | Pątnów Popowice (1943–1945 Kirchfeld) Załęcze Małe Załęcze Wielkie |

Weitere Ortschaften der Gemeinde sind:
| Budziaki Bukowce Cieśle Cisowa | Gligi Kępowizna Madeły Stara wieś | Troniny Zamłynie Źródła |